# جان استاین‌بک چهارم
جان استاین‌بک چهارم (انگلیسی: John Steinbeck IV؛ ۱۲ ژوئن ۱۹۴۶ – ۷ فوریهٔ ۱۹۹۱) نویسنده، روزنامه‌نگار، و رمان‌نویس اهل ایالات متحده آمریکا بود.
او دومین فرزند نویسنده و برنده جایزه نوبل جان استاین‌بک بود.